# Colon (Nebraska)
Colon è un villaggio degli Stati Uniti d'America della contea di Saunders nello Stato del Nebraska. La popolazione era di 110 persone al censimento del 2010 e di 108 in una stima ufficiosa del 2016.

## Storia
Fondata nel 1879, Colon è stata rimossa dall'attuale sito nel 1886 quando la ferrovia è stata estesa a quel punto. Prende il nome dalla Colon del Michigan, dal primo direttore dell'ufficio postale, che era nativo di quello stato. Colon è stata incorporata come villaggio nel 1894.

## Geografia fisica
Colon è situata a 41°17′52″N 96°36′24″W (41.297761, -96.606757).
Secondo lo United States Census Bureau, ha un'area totale di 0,13 miglia quadrate (0,34 km²).

## Società

### Evoluzione demografica
Secondo il censimento del 2010, c'erano 110 persone.

### Etnie e minoranze straniere
Secondo il censimento del 2010, la composizione etnica del villaggio era formata dal 100,0% di bianchi.